# NATO タイガー・アソシエーション
NATO タイガー・アソシエーション（ナトータイガー・アソシエーション、NATO Tiger Association）は、1961年にフランスの防衛大臣ピエール・メスメルによって設立された北大西洋条約機構（NATO）内の非公式な組織である。その役割はNATO加盟国の空軍の連帯を促進することである。
在欧アメリカ空軍（USAFE）第79戦術戦闘飛行隊がイニシアチブを取り、1961年7月19日に彼らはイギリス空軍第74飛行隊とフランス空軍1/12戦闘飛行隊「プロヴァンス」をイギリスのウッドブリッジ空軍基地へ招待した。フランスは1966年にNATOの軍事機構を離脱したが、その後もタイガー・アソシエーションのメンバーであり続けた。
2015年3月の時点で、タイガーアソシエーションは23個のフルメンバー部隊、10個の名誉メンバー部隊、1個の見習い部隊で構成される。このほか、タイガーアソシエーションに参加していたが解散した7個の部隊がある。そのすべてが部隊マークのデザインに虎のモチーフを含んでいる。

## 構成部隊

### 正式メンバー
- オーストリア空軍
  - 第1ジェット練習飛行隊（1 Jet Training Squadron）
- ベルギー航空構成部隊
  - 第31飛行隊（31 Smaldeel）
- チェコ空軍
  - 第211戦術飛行隊（211th TL）
  - 第221攻撃ヘリコプター飛行隊（221st LtBVr）
- フランス航空宇宙軍
  - 05/330実験飛行隊（Escadron de Chasse et d'Expérimentation 05/330）
  - 1/7戦闘飛行隊「プロヴァンス」（Escadron de Chasse 1/7 "Provence"）
- フランス海軍
  - 第11F海軍航空隊（Flottille 11F）
- ドイツ空軍
  - 第51戦術戦闘飛行隊「インメルマン」（Taktisches Luftwaffengeschwader 51"Immelmann"）
- ギリシャ空軍
  - 第335飛行隊「タイガー」335 Squadron "Tigers"
- ハンガリー空軍
  - 59/1飛行隊（59/1 Squadron）[1]
- イタリア空軍
  - 第8航空団（XII Gruppo）
  - 第21航空団 第387飛行隊、第388飛行隊（21 Gruppo (387th and 388th Flights)）
- NATO (NATO 空中早期警戒管制部隊)
  - 第1飛行隊（Squadron 1）
- オランダ空軍
  - 第313飛行隊（313 squadron）
- ノルウェー空軍
  - 第338飛行隊（338 Skvadron）
- ポーランド空軍
  - 第6飛行隊（6 Squadron）[1]
- ポルトガル空軍
  - 第301飛行隊「ジャガーズ」（Esquadra 301 "Jaguares"）
- スイス空軍
  - 第11飛行隊（Fliegerstaffel 11）
- スペイン航空宇宙軍
  - 第142飛行隊（142 Escuadrón）
  - 第15飛行隊（Ala 15）
- トルコ空軍
  - 第192飛行隊（192 Filo）
- イギリス空軍
  - 第230飛行隊（230 Squadron）
- イギリス海軍
  - 第814飛行隊（814 Squadron）

### 名誉メンバー
- カナダ空軍
  - 第439戦闘支援飛行隊（439 CSS）
- インド空軍
  - 第1飛行隊（1 Squadron）
- スロバキア空軍
  - 第1戦闘飛行隊(1 Lt Bojova letka)
- アメリカ空軍
  - 第37爆撃飛行隊（en:37th Bomb Squadron）
- アメリカ空軍
  - 第79戦闘飛行隊（en:79th Fighter Squadron）
- アメリカ空軍
  - 第120戦闘飛行隊（en:120th Fighter Squadron）
- アメリカ空軍
  - 第391戦闘飛行隊（en:391st Fighter Squadron）
- アメリカ空軍
  - 第393爆撃飛行隊（en:393rd Bomb Squadron）
- アメリカ空軍予備役軍団
  - 第141空中給油飛行隊（en:141st Air Refueling Squadron）
- アメリカ海軍
  - 第8哨戒飛行隊

### 見習い
- ドイツ空軍
  - 第51戦術戦闘飛行隊（de:Taktisches Luftwaffengeschwader 51）※JbG 32を継承 [1]

### 解散した部隊
以下の飛行隊は、それぞれの部隊の解散まで、NATOタイガーアソシエーションのメンバーだった。
- ドイツ空軍
  - 第52偵察飛行隊（de:Aufklärungsgeschwader 52）
  - 第32戦闘爆撃飛行隊（de:Jagdbombergeschwader 32）(2013年3月解散) [1]
  - 第431戦闘爆撃飛行隊（Jagdbomberstaffel 431）
- フランス空軍
  - 1/12戦闘飛行隊（Escadron de Chasse 1/12）
- ノルウェー空軍
  - 第336飛行隊（336 Squadron）
- イギリス空軍
  - 第74飛行隊（74 (F) Squadron）
- アメリカ空軍
  - 第53戦闘飛行隊（en:53rd Fighter Squadron）

## タイガーミート
参加部隊の持ち回りで共同演習「タイガーミート」が年1回開催される。参加部隊間でアイデアや経験を共有し、連帯を深める機会であると同時に、NATOの広報活動としての一面もある。各部隊は虎をモチーフとした凝ったデザインの特別塗装機を持ち込むのが恒例となっている。
| 開催年                   | 開催日時        | 開催場所                       | 主催          | Silver Tiger      | 参加部隊数 | 出典 |
| ------------------------ | --------------- | ------------------------------ | ------------- | ----------------- | ---------- | ---- |
| NATO タイガーミート 1961 | 7月19日–20日    | ウッドブリッジ空軍基地         | 79 TFS        |                   | 3          |      |
| NATO タイガーミート 1962 | 8月22日–25日    | ウッドブリッジ空軍基地         | 79 TFS        |                   | 8          |      |
| NATO タイガーミート 1963 | 8月27日–30日    | クライネ＝ブローゲル空軍基地   | 31 Smaldeel   |                   | 8          |      |
| NATO タイガーミート 1964 | 6月9日–15日     | カンブレー＝エピノワ空軍基地   | EC 1/12       |                   | 8          |      |
| NATO タイガーミート 1965 | 8月14日–18日    | ビットブルク空軍基地           | 53 TFS        |                   | 8          |      |
| NATO タイガーミート 1966 | 7月5日–9日      | ルーカーズ空軍基地             | 74 (F) Sqn    |                   | 8          |      |
| NATO タイガーミート 1967 | 5月29日-6月2日  | レック空軍基地                 | AG 52         |                   | 7          |      |
| NATO タイガーミート 1968 | 8月16日–20日    | ラール空軍基地                 | 439 TFS       |                   | 8          |      |
| NATO タイガーミート 1969 | 7月4日–8日      | ウッドブリッジ空軍基地         | 79 TFS        |                   | 8          |      |
| NATO タイガーミート 1970 | 6月6日–11日     | クライネ＝ブローゲル空軍基地   | 31 Smaldeel   |                   | 8          |      |
| NATO タイガーミート 1971 | 6月14日–21日    | アッパー・ヘイフォード空軍基地 | JaboSt 431    |                   | 9          |      |
| NATO タイガーミート 1972 | 6月12日–19日    | カンブレー＝エピノワ空軍基地   | EC 1/12       |                   | 9          |      |
| NATO タイガーミート 1973 | 6月16日–22日    | カーメリ空軍基地               | 21 Gruppo     |                   | 10         |      |
| NATO タイガーミート 1974 | 6月25日-7月1日  | ビットブルク空軍基地           | 53 TFS        |                   | 9          |      |
| NATO タイガーミート 1975 | 8月3日–9日      | レック空軍基地                 | AG 52         |                   | 9          |      |
| NATO タイガーミート 1976 | 5月31日-6月4日  | バーデン＝ゾーリンゲン空軍基地 | 439 TFS       |                   | 9          |      |
| NATO タイガーミート 1977 | 6月22日–28日    | グリーナム・コモン空軍基地     | 79 TFS        | 439 TFS           | 11         |      |
| NATO タイガーミート 1978 | 6月19日–26日    | クライネ＝ブローゲル空軍基地   | 31 Smaldeel   | 31 Smaldeel       | 13         |      |
| NATO タイガーミート 1979 | 6月18日–25日    | カンブレー＝エピノワ空軍基地   | EC 1/12       | 439 TFS           | 13         |      |
| NATO タイガーミート 1980 | 6月9日–16日     | カーメリ空軍基地               | 21 Gruppo     | Esq 301           | 14         |      |
| NATO タイガーミート 1981 | 6月12日–15日    | ビットブルク空軍基地           | 53 TFS        | 439 TFS           | 8          |      |
| NATO タイガーミート 1982 | 8月26日–30日    | ギュータースロー空軍基地       | 203 Sqn       | Fliegerstaffel 11 | 12         |      |
| NATO タイガーミート 1983 | 6月10日–16日    | バーデン＝ゾーリンゲン空軍基地 | 439 TFS       | JaboSt 431        | 12         |      |
| NATO タイガーミート 1984 | 8月13日–20日    | レック空軍基地                 | AG 52         | 31 Smaldeel       | 13         |      |
| NATO タイガーミート 1985 | 7月1日–8日      | クライネ＝ブローゲル空軍基地   | 31 Smaldeel   | Esq 301           | 13         |      |
| NATO タイガーミート 1986 | 6月8日–16日     | カンブレー＝エピノワ空軍基地   | EC 1/12       | 53 TFS            | 18         |      |
| NATO タイガーミート 1987 | 6月23日–30日    | モンティジョ航空基地           | Esq 301       | JaboSt 431        | 18         |      |
| NATO タイガーミート 1988 | 7月5日–12日     | カーメリ空軍基地               | 21 Gruppo     | 74 (F) Sqn        | 14         |      |
| NATO タイガーミート 1990 | 8月12日–17日    | アッパー・ヘイフォード空軍基地 | 79 TFS        | 79 TFS            | 13         |      |
| NATO タイガーミート 1991 | 7月17日–21日    | フェアフォード空軍基地         | RIAT          | 53 TFS            | 16         |      |
| NATO タイガーミート 1992 | 5月14日–22日    | ロス・リャノス空軍基地         | 142 Esc       | EC 1/12           | 15         |      |
| NATO タイガーミート 1993 | 8月8日–13日     | クライネ＝ブローゲル空軍基地   | 31 Smaldeel   | 79 TFS            | 10         |      |
| NATO タイガーミート 1994 | 5月3日–10日     | カンブレー＝エピノワ空軍基地   | EC 1/12       | 31 Smaldeel       | 19         |      |
| NATO タイガーミート 1996 | 5月21日–29日    | ベージャ航空基地               | Esq 301       | 31 Smaldeel       | 15         |      |
| NATO タイガーミート 1997 | 7月16日–21日    | フェアフォード空軍基地         | RIAT          | 31 Smaldeel       | 24         |      |
| NATO タイガーミート 1998 | 6月15日–26日    | レヒフェルト航空基地           | JaboSt 321    | 21 Gruppo         | 18         |      |
| NATO タイガーミート 2001 | 6月18日–24日    | クライネ＝ブローゲル空軍基地   | 31 Smaldeel   | EC 1/12           | 18         |      |
| NATO タイガーミート 2002 | 6月28日-7月9日  | ベージャ航空基地               | Esq 301       | 221 LtBVr         |            |      |
| NATO タイガーミート 2003 | 6月2日–8日      | カンブレー＝エピノワ空軍基地   | EC 1/12       | 31 Smaldeel       | 13         |      |
| NATO タイガーミート 2004 | 8月30日-9月6日  | シュレースヴィヒ航空基地       | TLG 51        | JaboSt 321        |            |      |
| NATO タイガーミート 2005 | 5月2日–9日      | バルケスィル空軍基地           | 192 Filo      | 230 Sqn           | 11         |      |
| NATO タイガーミート 2006 | 8月25日-9月2日  | ロス・リャノス空軍基地         | 142 Esc       | EC 1/12           | 13         |      |
| NATO タイガーミート 2007 | 8月23日-9月10日 | オーランド空軍基地             | 338 Skv       | 31 Smaldeel       | 18         |      |
| NATO タイガーミート 2008 | 6月22日-29日    | ランディヴィジオ海軍航空基地   | Flottille 11F | 11 Staffel        | 19         |      |
| NATO タイガーミート 2009 | 8月14日–25日    | クライネ＝ブローゲル空軍基地   | 31 Smaldeel   | EC 1/12           | 18         |      |
| NATO タイガーミート 2010 | 10月4日–15日    | フォルケル空軍基地             | 313 Sqn.      | 211th Sqn         | 18         |      |
| NATO タイガーミート 2011 | 5月9日–20日     | カンブレー＝エピノワ空軍基地   | EC 1/12       | Esq 301           | 19         |      |
| NATO タイガーミート 2012 | 5月29日-6月8日  | オーランド空軍基地             | 338 Skv       | 31 Smaldeel       | 17         |      |
| NATO タイガーミート 2013 | 6月17日–28日    | オーランド空軍基地             | 338 Skv       | TLG 51            |            |      |
| NATO タイガーミート 2014 | 6月16日–27日    | シュレースヴィヒ航空基地       | TLG 51        | 11 Staffel        |            |      |
| NATO タイガーミート 2015 | 5月4日–16日     | コンヤ空軍基地                 | 192 Filo      | 21 Gruppo         |            |      |
| NATO タイガーミート 2016 | 5月16日–27日    | サラゴサ空軍基地               | 15 Ala        | 31 Smaldeel       |            |      |
| NATO タイガーミート 2017 | 6月5日-16日     | ランディヴィジオ海軍航空基地   | Flottille 11F | 31 Smaldeel       | 24         |      |